# Antonio Scarpa
Pour les articles homonymes, voir Scarpa.
Antonio Scarpa (9 mai 1752 – 31 octobre 1832) est un chirurgien et anatomiste italien.

## Biographie

### Jeunesse
Né à Motta di Livenza en Vénétie, Antonio Scarpa étudie auprès d'un oncle prêtre, qui l'envoie ensuite à Portogruaro, où il loge chez une tante. Il fait, selon son compatriote Lepido Rocco, le désespoir de la pauvre femme en soustrayant de ses soins une couvée complète pour ses études anatomiques.
Il étudie à l'université de Padoue sous la direction de Jean-Baptiste Morgagni, tout en étant son secrétaire ; il a aussi pour maître Girolamo Vandelli (it). Il devient en 1772 professeur à l'université de Modène, où il crée un théâtre anatomique et établit sa réputation par des cours de clinique et d'opérations chirurgicales.

### Carrière et travaux
Scarpa est appelé en 1783 à la chaire d'anatomie et de chirurgie de l'université de Pavie, et finit par y devenir directeur de la faculté de médecine.
Il est connu pour avoir remis en honneur l'opération de la cataracte par abaissement, accrédité la méthode de John Hunter pour les anévrismes, imaginé le procédé de la ligature par l'aplatissement, et exécuté des travaux sur les organes de l'ouïe et de l'odorat, sur les ophthalmies, les hernies, etc.

### Deux incidents

#### Scarpa replacé dans son poste par Napoléon
Napoléon ne néglige pas de raconter le geste de largeur d'esprit qu'il a eu : 

« Scarpa Lombard, professeur de médecine et de chirurgie à l'université de Pavie possède une réputation européenne ; il refusa de prêter le serment civique par dévouement aux princes de la maison d'Autriche ; on punit à mon insu cet acte honorable ; en 1805, étant à Padoue, et au moment où l'on me présentait les professeurs enseignants, surpris de n'entendre pas nommer Scarpa, je demandai où il était. Alors, avec une frayeur ridicule, on m'apprit le coup dont on l'avait frappé ; j'écoutai avec impatience, et tout aussitôt je dis vivement : « Eh qu'importe le refus de serment et les opinions politiques ? Le docteur Scarpa honore l'Université et mes États, je veux qu'il reprenne sa place. » Je lui donnai la croix de la Légion d'honneur et celle de la Couronne de fer. »

#### L'anatomiste dans le formol
À sa mort — on ne sait pourquoi — des étudiants (peut-être) se glissent dans la morgue, sectionnent sa tête et partent avec. Des jours plus tard, alors que l'inhumation du cadavre décapité a eu lieu, on retrouve la tête du professeur et, plutôt que d'exhumer la tombe, on décide de la conserver dans le formol au musée pour l'histoire de l'université de Pavie, où elle se trouve toujours.

## Honneurs

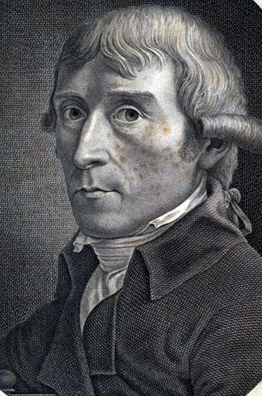
Antonio Scarpa (détail) par Faustino Anderloni, 1801.

- Il est membre de la Royal Society (1791), de l'Académie des sciences (correspondant en 1804 et associé étranger en 1817), de l'Académie royale des sciences de Suède (1821), de l'Académie bavaroise des sciences[5] et de l'Académie royale des sciences de Prusse[6]. Il est membre de l'Istituto di Scienze, Lettere ed Arti (1802-1838).
- Il est décoré de la Légion d'honneur et de l'ordre de la Couronne de fer[4].
- En anatomie, on a le triangle de Scarpa, maintenant appelé trigone fémoral.
- On a à l'université de Pavie un théâtre anatomique, l'Aula Scarpa, qui sert aujourd'hui de salle de soutenance de thèses et de congrès.
- Une salle est consacrée à Scarpa au musée de l'histoire de l'université de Pavie[7].
- Sa ville natale de Motta di Livenza (il est, plus précisément, né à Lorenzaga, aujourd'hui englobée dans Motta di Livenza) a donné son nom à une agréable promenade le long de la rivière Livenzetta[8]. Une institution d'enseignement secondaire porte également son nom.
- On trouve une rue Antonio Scarpa à Pavie[9], près de la basilique San Michele Maggiore, et dans plusieurs villes d'Italie.

## Publications
- (la) Observationes de structura fenestrae rotundae, Modène, 1772 ;
- (la) Anatomicae disquisitiones de auditu et olfactu, Pavie, 1789 ;
- (la) Tabulae neurologicae, Pavie, 1794 ;
- (it) Riflessioni ed osservazione anatomico-chirugiche sull' aneurisma, 1804, traduit par Jacques-Matthieu Delpech en 1809 sous le titre Réflexions et observations anatomico-chirurgicales sur l'anévrisme, gravures de Faustino Anderloni (it) ;
- (it) Saggio di osservazioni e d’esperienze sulle principali malattie degli occhi, 1801, traduit de l'italien par François Fournier de Pescay et Louis Jacques Bégin, sous le titre Traité des principales maladies des yeux, Paris, Méquignon-Marvis, 1821 et par MM. Bousquet et Jean Baptiste Édouard, Paris et Montpellier, Gabon, 1821 : vol. 1 ; vol. 2 ;
- Traité pratique des hernies, ou, Mémoires anatomiques et chirurgicaux sur ces maladies, 1812 ;
- (la) De anatome et pathologia ossium[10], Pavie, 1827.
- Traité des maladies des yeux  (trad. de l'italien par J.-B. Bousquet et N. Bellanger), Paris, Gabon, 1821, xiv-314, 315 p., 2 vol. : fig. ; in-8º (lire en ligne).